# Watford
 Ikke at forveksle med Waterford.
Watford er en by i det sydlige England med et indbyggertal (pr. 2007) på cirka 79.000. Byen ligger i grevskabet Hertfordshire i regionen East of England, 30 kilometer nordvest for hovedstaden London.
Watford er hjemby for fodboldklubben Watford F.C. og er fødeby for blandt andet den tidligere Spice Girls-stjerne Geri Halliwell.
Bilderberggruppen har aftalt at deres årlige møde skal finde sted i Watford i 2013.